# Minneapolis, St. Paul and Sault Ste. Marie Railroad
La Minneapolis, St. Paul and Sault Ste. Marie Railroad (MStP&SSM) (marchio SOO) era una società ferroviaria, filiale della Canadian Pacific Railway negli Stati Uniti medio-occidentali (Midwest). Fin dalla sua fondazione nel 1884 era conosciuta come Soo Line, a causa della trascrizione fonetica di Sault. La ferrovia venne fusa insieme ad altre filiali della CP il 1º gennaio 1961 per formare la Soo Line Railroad.
Nel 1970, registrava 8249 milioni di tonnellate-miglia nette di merci entrate (e nessun passeggero) su 4693 miglia di rotta e 6104 miglia di pista operate alla fine dell'anno.